# Ashley Bouder
Ashley Bouder (Carlisle, 10 dicembre 1983) è una danzatrice statunitense, prima ballerina del New York City Ballet dal 2005 al 2025.

## Biografia
Ashley Bouder è nata e cresciuta in Pennsylvania, dove ha cominciato a studiare danza all'età di sei anni. Nel 1999 è stata ammessa alla School of American Ballet di New York e l'anno successivo è stata scritturata nel corps de ballet del New York City Ballet. Dopo essere stata promossa al rango di solista nel 2004, nel 2005 è stata proclamata prima ballerina della compagnia.
Il suo repertorio con la compagnia include i ruoli di Polimnia nell'Apollon Musagete, la Fata Confetto ne Lo schiaccianoci, Aurora ne La bella addormentata, Odette e Odile ne Il lago dei cigni e l'eponima protagonista ne La Sylphide. Nel 2019 ha vinto il Prix Benois de la Danse per il ruolo di Swanilda in Coppélia. Ha dato il suo addio alle scene nel febbraio 2025 danzando ne L'uccello di fuoco di George Balanchine.
È posata con il finanziere Peter de Florio e nel 2016 la coppia ha avuto una figlia.